# パスワード (ゴスペラーズの曲)
「パスワード」は、1999年12月1日にキューンミュージックから発売されたゴスペラーズ13作目のシングル。

## 解説
ベスト・アルバム『G10』投票ランキング37位にランクイン。カップリング「LOVE MACHINE」はThe Miracles のカバーであり、ベスト・アルバム『G10』では36位にランクインした。DVD『ゴスペラーズ坂ツアー2005 G10』に収録された楽曲の映像はほぼ全てがコンサート映像であるが、この楽曲のみ"LOVE MACHINE"と名乗る人物とコラボレーションした内容になっている。

## 収録曲
1. パスワード
  - 作詞：安岡優／作曲：黒沢カオル、村上てつや／編曲：K-Muto
2. シークレット
  - 作詞：安岡優、／作曲：村上てつや／編曲：田辺恵二
3. LOVE MACHINE
  - 作詞：Moore/Grifin／作曲：Moore/Grifin／編曲：小西貴雄、BANABA ICE